# Зміна клімату в Україні
Зміни клімату в Україні — події та чинники, які впливають на зміну клімату в Україні. Вплив глобального потепління на Україну, внесок України в глобальне потепління, а також політика України в галузі глобального потепління.

## Договори

### Кіотський протокол
15 березня 1999 року Україна підписала Кіотський протокол, який передбачає певні зобов'язання з боку нашої держави. Умови протоколу виявилися дуже м'якими для України, оскільки не вимагають зменшення викидів парникових газів, а навіть дозволяють їх збільшення до рівня 1990 року.
В Україні впровадження механізмів Кіотського протоколу, у тому числі в частині реалізації проектів, спрямованих на охорону навколишнього природного середовища є метою Національного агентства екологічних інвестицій України. Проте діяльність уряду, за оцінкою громадських експертів, є однобічною, оскільки сконцентрована навколо двох пріоритетів: проекти спільного впровадження (спостерігається скоріше перешкоджання імплементації механізму за рахунок постійної зміни умов, правил і процедур розробки, підтримки і затвердження проектів спільного впровадження) та торгівля квотами (активне сприяння імплементації, проте без прозорості в питаннях, що стосуються використання на практиці коштів, які може забезпечити даний механізм).

## Вплив України
Україна знаходиться серед першої двадцятки країн світу, які найбільше викидають парникових газів в атмосферу. Втім декарбонізація є та єдина сфера діяльності, де за роки незалежності було досягнуто вражаючих позитивних результатів через зниження у декілька разів частки важкого машинобудування, ставши світовим лідером зі зниження викидів ПГ, що скоротилися у СО2 еквіваленті у період 1990—2018 рр. до 341,9 млн т/рік або на 61,3 %. У секторі виробництва енергії та тепла це скорочення було ще більшим — на 64 % (до 99 млн.т/рік СО2 еквівалента).

#### НВВ2
Кабінет Міністрів України на засіданні 24 січня 2020 року ухвалив постанову щодо утворення міжвідомчої робочої групи з питань координації подолання наслідків зміни клімату в рамках ініціативи Європейської Комісії «Європейський зелений курс», а також положення про таку робочу групу та її склад. У липні 2020 р. Україна на політичному рівні підтримала European Green Deal (EGD), що передбачає досягнення ЄС кліматичної нейтральності до 2050 р.
Представлений у квітні 2021 Міндовкілля проєкт Аналітичного огляду Другого Національного визначеного внеску до Паризької угоди обґрунтовує формування НВВ2. Він був розроблений, зокрема, з врахуванням Звіту з моделювання за участю Інституту економіки прогнозування (НАНУ), підтримки ЄБРР та Уряду Швеції.
Відповідно до пропозицій Міндовкілля, НВВ2 повинен скоротитися до 2030 р. на 65 % від рівня викидів парникових газів 1990 р. Це вимагатиме фінансування у розмірі 102 млрд євро. Передбачається, що найбільшим драйвером скорочення ПГ буде сектор виробництва енергії та тепла, який має знизити викиди ПГ на 38 млн т/рік СО2 еквівалента або на 36 %. Це дозволить до 2030 р. досягнути 61 млн т СО2 еквівалента або 23 % від рівня 1990 р. Виконання таких показників потребуватиме до 2030 р. 26 млрд євро.
Представлений в Аналітичному огляді Міндовкілля прогноз передбачає зростання споживання електричної енергії на 30 % — до 190 млрд кВт/год. Крім того, планується замінна або виведення з експлуатації більшості вугільних блоків згідно з Національним планом скорочення викидів від великих спалювальних установок (НПСВ).
Передбачається також збільшити до 2030 р. виробництво електроенергії за рахунок ВДЕ (включно із ГЕС та ГАЕС) з 18,4 до 60 млрд кВт/год або більш ніж утричі, що дозволить наростити частку ВДЕ у виробництві всієї електричної енергії до 30 %

#### Моніторинг викидів
Новітні лабораторії — це база для захисту навколишнього природного середовища. На підставі лабораторних даних проводяться подальші розрахунки збитків, і в цілому встановлюється вина того чи іншого підприємства.
Установка автоматизованого моніторингового обладнання (CEMS, COMS, CPMS) не є чимось принципово новим, з технічної точки зору.
Зокрема, обладнання CEMS, що вимірює концентрацію зважених часток у вихідних димових газах, встановлено на Дарницькій ТЕЦ в Києві. Подібні системи моніторингу також є на деяких теплогенеруючих установках групи компаній ДТЕК. Онлайн-моніторинг також був встановлений на металургійному комбінаті «Запоріжсталь» в 2016 році при екологічної модернізації аглофабрики.

#### Агропром
У 2018 році частка викидів парникових газів від агропромисловості в Україні досягла 12 % і демонструє найбільшу тенденцію до зростання серед всіх секторів. Вже до 2030 року викиди від сектора можуть збільшитися на 64 %.
Серед усіх видів агровиробництва найбільший вуглецевий слід належить тваринництву — 16 % від усіх в світі, що можна порівняти з викидами від транспорту і промисловості.
В Україні склалася парадоксальна ситуація, коли сектор промислового тваринництва стрімко розвивається, а викиди від нього зменшуються. Але ситуація парадоксальна лише на перший погляд.
У 1990—2010 поголів'я великої рогатої скоротилося більш ніж на третину. За цей же період промислове виробництво курятини зросло майже вдвічі, а свинини — на третину. Парникові гази в тваринництві утворюються внаслідок життєдіяльності самих тварин, та при вирощуванні для них кормів, утримання і забої.
При цьому вирощування різних видів тварин відрізняється один від одного структурою викидів. Для великої рогатої худоби найбільшим джерелом парникових газів (метану) є процес травлення і продукування гною. У порівнянні з цим на ланцюжок виробництва кормів та утримання ВРХ припадає незначна кількість викидів парникових газів.
У ситуації з птахівництвом і свинарством картина протилежна. За своєю фізіологію ці тварини продукують стільки метану, як ВРХ. Тому складова викидів, яка припадає на вирощування кормів, утримання і забій, в даному випадку найбільша.
При розрахунку до уваги беруть в основному викиди від життєдіяльності ВРХ, кількість яких і надалі буде скорочуватися. А парникові гази, утворені птахівництвом та свинарством, не враховуються, бо не передбачено національною системою підрахунків парникових газів.
Центр екологічних ініціатив «Екодія» спільно з іншими екоекспертами розробила Дорожню карту кліматичних цілей до 2030 року. Одна з основних цілей Дорожньої карти — припинення зростання викидів в агросекторі і поступове їх скорочення. Експерти запропонували впровадити Директиви 2010/75/ЄС про промислові викиди і 91/676/ЄС про нітратне забруднення від сільськогосподарських джерел. Документи визначають перелік найкращих доступних технологій і сільськогосподарських практик, які зменшать або попередять викиди і забруднення на різних етапах виробництва.

#### Пожежі в природних екосистемах
Одна із найбільших загроз весняно-літнього періоду на території України — тисячі лісових пожеж. У 2020 році Держлісагентством було ліквідовано 2,5 тис лісових пожеж на площі понад 74,6 тис. га, із них 19,8 тис. га верхові, у 50 випадках пожежі набули рівня надзвичайної ситуації. Найскладніша ситуація склалась у Житомирській, Луганській та Харківській областях.
Навесні 2020 лісовими пожежами була охоплена вся північна частина Житомирської області на площі 43,2 тис. га, із них 6,4 тис. га пройдено верховими. У липні та жовтні 2020 року в Луганській області пожежами пройдено 29,2 тис. га лісу, із них 13,0 тис. га верховими.
У Харківській області пожежами пройдено 570,2 га лісу, із них 163,6 га верховими.
Внаслідок пожеж у Житомирській, Харківській та Луганській областях були знищені та пошкоджені сотні будівель і споруд, загинуло 16 чоловік, десятки отримали травми та опіки.
Збитки від пожеж склали 19,1 млрд гривень.

#### Ерозія грунтів
Україна — найбільш розорана держава Європи і світу. 54 % нашої території займає переорана земля. Деякі райони Херсонської і Запорізької областей мають розораність понад 90 %. За визначенням, це відсутність постійного рослинного покриву або його розрідженість, втрата родючого шару ґрунту, а не зміна кліматичних зон. Підняті вітром частинки осядуть там, де зустрінуть перешкоду, або там де ослабне вітер: в балках, лісах.
Опустелювання може відбуватись будь-де, якщо складуться відповідні умови
З кліматичної точки зору це означає більше, ніж може здаватись на перший погляд. Утворення ґрунту — один з природних механізмів стабілізації клімату, хоч мало хто задумується, що цей процес взагалі має якусь місію.
Родючий шар ґрунту містить значну кількість сполук вуглецю, які рослини накопичили завдяки процесам фотосинтезу в собі, а коли вони відмерли — бактерії, гриби та дрібні представники ґрунтової фауни перетворили їх власне на гумус.
Поки на території зберігається природна трав'яниста рослинність — тривають процеси вилучення двоокису вуглецю (С02) з атмосфери і накопичення його біомасі рослин (живій та мертвій) та в гумусі.
Крім того, рослинний покрив формує структуру ґрунту, надійно закріплює поверхню ґрунту та оберігає її від ерозії.
Втративши рослинний покрив, ґрунт швидко втрачає вологу і легко піддається ерозії.
Будучи розораними, піщані ґрунти Полісся втрачають захист, від чого легко промокають і легко просихають.
Якщо є волога, то бактерії стрімко розкладають гумус, викидаючи в повітря до 3 кг вуглецю з квадратного метра ріллі на рік.
Якщо ж сухо — навпаки: родючий шар швидко висихає і перетворюється на пил, який легко підіймається і розноситься вітром.
Більше того, незахищений ґрунт значно швидше просихає, вивільняючи у повітря залишки вологи і тому саме по собі розорювання стає причиною поступового висушування цілих регіонів.
Вітер забирає дрібні незахищені часточки родючого шару з поверхні та відносить геть. Це називається вітровою ерозією.
Сприяє їй і те, що на полях часто використовують пестициди, які окрім шкідників сільського господарства безперебійно вбивають і всю ґрунтову флору і фауну. І ось — ґрунт ні підтримувати, ні відновлювати більше нікому.
І саме так відбувається в Україні, внаслідок застарілих практик у сільському господарстві, які значно випереджають природні процеси.
За даними науковців, вітровій ерозії в Україні систематично піддаються понад 6 млн га, а в роки з пиловими бурями — до 20 млн га.
Так, наприклад, пиловою бурею 2007 року було охоплено 125 тис. км², що становить майже 20 % площі України, або 50 % площі всієї степової зони.
Щорічно від ерозії втрачається від 300 до 600 млн т ґрунту.

#### Зменшення водних запасів і зарегульованість річок
Гідрорежим грає істотну роль в стабілізації клімату, температурного балансу. Рівень наповнення річок водою становить тільки 20 % від необхідного стандарту. При цьому значні запаси води акумулюються в штучних водосховищах, яких в Україні близько 1100 загальною площею 0,4 % (а всіх штучних водойм 2 %) від площі України, що мають середню глибину близько 3,5 м. У найбільших, зокрема Дніпровському, мілководдя становить 36 %, Кременчуцькому — 18 %, Київському — 40 %, Канівському — 24 %, Дніпродзержинському — 31 %, стояча вода прогрівається. Створення на місці багатих гумусом заплав, великі водосховища прогріваються влітку, що зумовлює посилену евтрофікацію, розвиток водоростей, які відмирають, відбувається розкладання органіки, і все це в комплексі викликає надходження СО2 і СН4 в атмосферу.

#### Сміттєсховища
В Україні функціонує майже 800 сміттєзвалищ площею близько 4 % (за іншими оцінками до 7 %) території країни, де накопичено 35 млрд т. сміття, а щорічно викидається близько 15 млн т., більшість якого розкладається протягом року і вивільняє 5,6 млн т. вуглекислого газу і 0,4 млн т. метану. Цей показник еквівалентний засвоєнню вуглекислого газу рослинністю площею 3 млн га, тобто третині лісів України

## Вплив на український клімат
З метою оцінки зміни стану навколишнього середовища був організований їх моніторинг. Постановою Кабінету міністрів України від 5 грудня 2007 № 1376 затверджено Державну цільову екологічну програму проведення моніторингу навколишнього природного середовища на 2008—2012 роки.
За проведення державного екомоніторингу в Україні тривалий час відповідало Мінприроди (у 2019 об'єднано з Міненерго, з 2020 Міністерство захисту довкілля та природних ресурсів України). Підвідомчі НАН України науково-дослідні інститути проводять власний моніторинг або беруть участь в державному моніторингу шляхом співпраці з різними урядовими відомствами.
У Росії, Білорусі, на відміну від України, всі академічні інститути мають державне замовлення на відповідні моніторинги. Для забезпечення моніторингу рослинного світу співробітники Інститут експериментальної ботаніки ім. В.Купревіча заклали 408 стаціонарних полігонів і за 20 років дослідження отримали результати, зокрема і щодо реагування рослинності на зміни клімату.
На основі моніторингу було встановлено, що ялина в межах суцільного ареалу зміцнює свої позиції, а острівні єльники на Поліссі скорочуються. Так, в Білорусі за 40 років з 32 островів залишилося 25 (калинковецькі, добруські). Така ж ситуація, на жаль, характерна і для України, хоча точних даних про острівні єльники (городоцький, гірницький, богуславський, клітицький, чорторийський, оконський) немає.

#### Біота
У результаті антропогенних змін у природних ландшафтах сталися істотні зміни в ценотичному складі природного рослинного покриву. З метою збереження рідкісних і цінних в економічному контексті фітоценозів у 1987 р. було опубліковано «Зелену книгу України», до якої включено 126 рідкісних фітоценозів, які потребують захисту. Серед них 51 лісових, 23 степових, 16 лучних, 5 чагарникових, 16 водних. Для збереження біологічного і екосистемного різноманіття створено мережу національних природних парків, заповідників, регіональних ландшафтних парків та інших об'єктів природно-заповідного фонду, площа якого становить понад 6 % території країни.
Індикаторами глобальних екологічних змін є біота. Вчені фіксують масштабні міграції видів рослин і тварин, розширення їх ареалу в основному з півдня на північ, що корелює з підвищенням температур. При цьому багато рідкісних видів не здатні адаптуватися до нових умов, вони втрачають свої позиції і можуть вимерти, що вже спостерігається в тропіках. Масштаби втрат біологічного різноманіття вражають, а прогнози цих втрат песимістичні. Слід очікувати, що протягом ХХІ ст. можуть зникнути багато видів рослин, а їх місце займуть не нові види, а ті, у яких є широкий спектр пристроїв, що сприяє їх міграції в нові регіони. При цьому серед прибульців, адвентивних видів є небезпечні для людини, що викликають алергічні або інші хвороби (борщівник Сосновського, борщівник Мантегацці, гринделія, ехиноцистіс шипуватий, клен американський, амброзія полинолиста, ірга колосиста, череда листяна, ценхрус (трава з дуже колючими плодами), розрив-трава залозиста, дівочий виноград (далекосхідний вид), багаторічні американські айстри, біла акація, дуб червоний і т. ін.). Біла акація утворює щільний другий ярус в соснових лісах, особливо приміських. А після рубок, планових і законних, на місці сосняку швидко піднімуться акацієві джунглі, які можна побороти тільки гербіцидами.
У дуба червоного гарні листи з глибокими виїмками і загостреними лопатями, майже кулясті жолуді. Цей вид захоплює дубові і сосново-дубові ліси цілими гектарами, і скоро не залишить дубам звичайним ні клаптику життєвого простору. Причина — щорічне рясне плодоношення дуба червоного, на відміну від аборигенного виду, у якого насіннєві роки спостерігаються один раз в 10-12 років.
Інші види (зокрема мікроорганізми або комахи) можуть гібридизувати з місцевими, і такі гібридні форми порушують стан рівноваги, викликають хвороби. Як пише Н.Козловський, нематода Bursaphelenchus xylophilus, занесена з Китаю, гібридизувала з місцевим видом, і цей гібрид вражає сосну, що набуває руйнівні масштаби на Поліссі.
У 1990-х р в Західній Європі була зафіксована загибель ясена через зараження ''Hymenoscyphus fraxineus'', у 1992 р. масово гинули ясени у Польщі. Патоген також виявили в Литві, Латвії та Естонії. В 2003 р такі факти зафіксовані в Білорусі. До 2008 року хвороба була виявлена у Скандинавії, Чехії, Словенії, Німеччині, Австрії та Швейцарії.  До 2012 року патоген поширився на Бельгію, Францію, Угорщину, Італію, Люксембург Нідерланди, Румунію, Росію, Велику Британію та Ірландію.

#### Ліси
На основі досліджень морфологічних ознак лісових ґрунтів, архівних даних, острівних локалітетів деревних порід вчений С.Генсірук встановив, що у середньовіччі в сучасних межах України лісистість сягала 40 %. Згідно з інформацією Державного агентства лісових ресурсів, станом на 1 січня 2011 р. площа лісів України становила 9677,2 тис. га, лісистість — 15,6 %. Україна належить до найменш заліснених країн Європи. Тому збільшення лісистості — важливе й актуальне завдання державного масштабу.
Порівняльні екологічні дослідження дають підставу стверджувати, що у ХХ ст. виникнення повеней було зумовлене не лише несприятливою гідрометеорологічною ситуацією в окремі роки, а й широкомасштабним знелісненням гірських схилів. Через недотримання екологічних вимог при плануванні обсягу лісокористування й розміру площі лісосік було порушено нормальну вікову структуру лісів. На сьогодні в державному лісовому фонді в загальній площі лісів на молоді деревостани припадає 31 %, середньовікові — 45 %, пристигаючі — 13 %, стиглі та перестиглі — 11 %.
Аналогічна вікова структура спостерігається і в інших країнах Європи. Водорегулятивна роль молодих лісових культур незначна. Тому порушення вікової структури в лісах негативно позначається на їх водорегулятивному і ґрунтозахисному значенні. Щоб забезпечити невиснажливе лісокористування та постійність водорегулятивної ролі лісових екосистем, потрібно, щоб у водозбірному басейні кожна вікова категорія лісів становила 25 % його площі.
З метою зменшення екологічної небезпеки суховіїв, призупинення ерозії ґрунтів і збільшення врожайності сільськогосподарських культур у 1950-х роках було прийнято Державну програму створення полезахисних лісових смуг, для чого було залучено колгоспи і лісгоспи. Після проголошення в 1991 р. незалежності України колгоспи, як економічно нежиттєздатні структури, спонтанно розпалися. У зв'язку з тенденцією потепління клімату екологічне значення мережі лісосмуг полягає також в акумуляції вуглецю і, відповідно, зменшенні викиду в атмосферу СО2. Враховуючи багатогранне значення лісових смуг, вирішити проблему їх збереження потрібно на державному рівні. Внаслідок глобального потепління клімату є небезпека збільшення посушливих територій на планеті, на яких ґрунтотвірний процес гальмується. Американський археолог Б. Фейген констатує, що посуха охопила нині 3 % території суходолу Землі. Якщо потепління клімату продовжуватиметься, цей показник може піднятися до 30 %. Небезпека впливу потепління клімату на рослинний покрив і ґрунти зростає у степовій зоні України, де періодично трапляються посухи і відбувається вітрова ерозія ґрунтів.

#### Рослинність
Міжнародний союз охорони природи і природних ресурсів (IUCN) опублікував у 1998 р. Червоний список судинних рослин, популяції яких є рідкісними для всієї Землі. За даними С.Мосякіна, до нього занесено 53 види деревних, чагарникових та трав'яних рослин, поширених в Україні. Це такі світові ендеми, як модрина польська, що охороняється в лісових резерватах Кедрин, Манява; бузок угорський — охороняється в Климецькому лісовому резерваті на Львівщині; відкасник татарниколистий та шіверекія подільська, які охороняються в степових резерватах на Поділлі, тощо. Зникнення ендемічних видів флори і фауни небезпечне не лише тому, що вони мають важливе науково-природниче чи економічне значення. З їх зникненням в еволюційному ланцюгу утворюється «еволюційний гіатус» (прогалина), в якому процес еволюції може гальмуватися, що створюватиме небезпеку для органічного світу біосфери. Ботанічним резерватам та національним паркам, у яких охороняються популяції світових ендемів, потрібно надати статус світових охоронних об'єктів.

#### Водні ресурси
В України практично немає територій, на яких формується інфільтраційне живлення ґрунтових підземних вод. Тому висихають колодязі. У маловодних регіонах України налічується 1300 сіл, жителі яких користуються привозною водою. Крім того, значно скоротився поверхневий сток. Фахівці зафіксували зменшення стоку малих і середніх річок: на півночі — на 10-20 %, а на півдні — від 20 до 50 %. У 2019 році скидання води через греблю Каховської ГЕС з Каховського водосховища в нижній течії Дніпра був на 11 кубічних кілометрів менше, ніж в так звані середні багаторічні періоди.
До комплексу водних проблем України додається й нераціональне водокористування. За оцінками фахівців ІВПіМ, втрати води в системах водного господарства досягають 50 %. Водоємкість ВВП України в два-три рази перевищує аналогічний показник цивілізованих країн.
У 2020 році Кабмін прийняв «Стратегію зрошення і дренажу в Україні до 2030 року», яка передбачає реформування сектора іригації і дренажу на сучасних принципах, технічну і технологічну модернізацію, залучення інвестицій. Нове зрошення не йде ні в яке порівняння з тим, що було три десятиліття тому.

## Часткова ліквідація наслідків кліматичних змін
10 грудня 2018 р. відбулося знакове для лісового господарства Херсонської області засідання президії наукової ради при облраді. Темою визначили проблему знищення херсонських лісів, штучних лісових насаджень, які створювалися протягом майже 200 років, і залишків природного лісової рослинності, яку Геродот ще в IV ст. до н. е. назвав Гілеєю, та шляхи вирішення екологічної катастрофи, наслідками якої будуть: 1) посилення дефляційних процесів; 2) відновлення пилових бур; 3) значне зменшення біорізноманіття; 4) збільшення площ низькопродуктивних земель; 5) загроза існуванню мережі населених пунктів, життю та здоров'ю людей, надійному функціонуванню транспортної інфраструктури. Було запропоновано створити на Херсонщині регіональний ландшафтний парк «Гілея», що допоможе зберегти ліси. Втім вчених Степового філіалу УкрНДІЛГА на збори не запросили.
В 2019 в Україні почалась реалізація міжнародного проєкту «Екосистемна адаптація до кліматичних змін і сталий регіональний розвиток шляхом розширення можливостей українських біосферних резерватів», перший етап якого триватиме три роки. За цей час пройде апробація нових підходів до зміни клімату в трьох біосферних резерватах України: «Розточчя» (Львівська область), «Деснянському» (Сумська) та «Західне Полісся» (Волинська область).
Зміну клімату ООН називає найбільшою загрозою для природи і людства в ХХІ столітті. У цьому контексті виглядають стратегічно важливими результати проєкту, в якому розроблені пропозиції для адаптації екосистем і господарської діяльності на прикладі біосферних резерватів (геопарків). Кліматологи рекомендують адаптуватися до нової реальності, а пілотними майданчиками для екосистемної адаптації можуть стати біосферні резервати.
В українському законодавстві є поняття «природний заповідник» і «біосферний заповідник». Тепер вводиться поняття «резерват». Але його застосовують тільки там, де є сертифікат ЮНЕСКО, існує відповідність певним критеріям і певна цінність.
Над реалізацією міжнародного проекту працюють експерти створеного у 1999 році Фонду Міхаеля Зуккова [Архівовано 1 листопада 2020 у Wayback Machine.] (Німеччина) і Центру Еконіка і управління екосистемами при Університеті сталого розвитку Еберсвальде (Німеччина) спільно з Міндовкілля. Діяльність професора Зуккова отримала високу оцінку, він нагороджений премією «За правильний спосіб життя» (Right Livelihood Award), яку називають альтернативною Нобелівською премією в сфері екології. Також він виступав ініціатором створення багатьох резерватів в Німеччині. Один з напрямків діяльності його фонду — підтримка резерватів і територій для сталого розвитку в різних країнах, в тому числі в Україні, Грузії, Білорусі.
Співпраця німецьких і українських вчених і екологів почалося в 2016 р, коли вони разом досліджували старі ліси і праліси в українських Карпатах. Після того був підготуваний і виданий каталог пралісів, згодом зайнялися заповідниками і біосферними резерватами.
Смарагдова мережа
Україна, як сторона Конвенції про охорону дикої флори та фауни і природних середовищ існування в Європі (Бернська конвенція) виконує зобов'язання щодо створення Смарагдової мережі.
Додатком до Угоди про асоціацію між Україною, з однієї сторони, та Європейським союзом, з іншої сторони, в секторі «Охорона природи» передбачені заходи щодо наближення національного законодавства до Директиви № 2009/147/ЄС про збереження диких птахів (далі — Пташина директива) та Директиви № 92/43/ЄС про збереження природних оселищ та видів природної фауни і флори (далі — Оселищна директива).
На сьогодні питання управління територіями Смарагдової мережі в Україні не врегульовано.

## Наслідки
Згідно висновків НАН України, УААН та Держкомгідромету України, збільшення діоксиду вуглецю у повітрі може викликати:
- зростання загрози катастрофічних повеней у Карпатах, перетворення степів південного регіону на пустелі, затоплення прибережних частин та гостру нестачу питної води в центральних та східних регіонах України;
- підвищення середньої температури в усі сезони року. За одними сценаріями — найістотніших взимку, за іншими — навесні;
- збільшення кількості атмосферних опадів на 20 %;
- підвищення рівня Чорного і Азовського морів, активізацію явищ підтоплення територій, абразії берегів, морів і водосховищ;
- переміщення у помірні і північні зони субтропічних циклонів, які сприятимуть спустелюванню півдня України;
- незворотну деградацію степів Причорномор'я, Приазов'я та степової частини Криму;
- зниження продуктивності лісу на всій території України, зокрема внаслідок поширення епіфітотій та шкідників.

Також можлива загроза міграції населення з країн південно-східних регіонів, де буде спостерігатися значене погіршення умов проживання внаслідок стрімкої зміни природно-кліматичних умов та загроза поширення інфекційних захворювань непритаманних Україні (малярія, гарячка денге тощо).

## Температурні рекорди
Деякі експерти вважають, що поступова зміна клімату приводить до незначного і постійного підвищення температури.
- 4 травня 2018 рок у Києві було зафіксовано температурний рекорд з початку XX століття. Цього дня температура піднялась до 30,1°С, це на 1,2°С вище за попередній рекорд, встановлений 1911 року.[20]
- 5 травня 2018 — зафіксовано рекорд максимальної температури, що перевершив показники 1954 року (30,2°С, що на 1,8°С більше за попередній).[21]

Всього за кілька травневих днів у Києві було 10 температурних рекордів.